# Mora (Cameroun)
Pour les articles homonymes, voir Mora.
Mora est une commune du Cameroun située dans la région de l'Extrême-Nord et le département du Mayo-Sava, à proximité de la frontière avec le Nigeria. La ville de Mora est à la fois le siège de la commune et le chef-lieu du département.

## Géographie

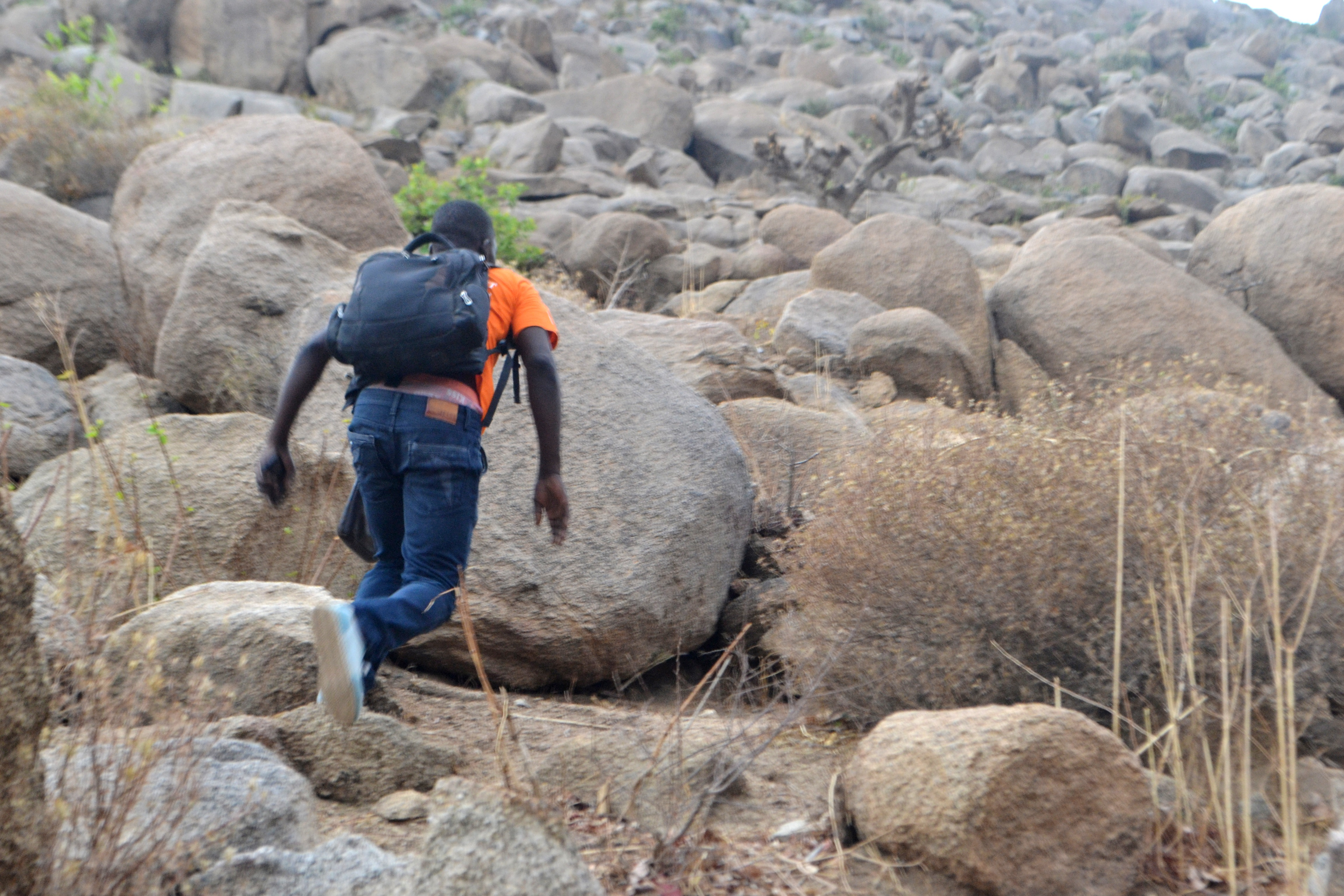
Randonnée dans le massif de Mora.

La commune de Mora est limitée à l'est par celles de Petté et Maroua III, à l'ouest par Kolofata, Mozogo et la frontière avec le Nigeria, au nord par Waza (et le parc national de Waza), et au sud par Tokombéré et Koza.
Couvrant une superficie de 1 735 km2, elle s'étend à 80 % dans une zone de plaine à proximité des monts Mandara. La zone montagneuse (20 %) est très peuplée.

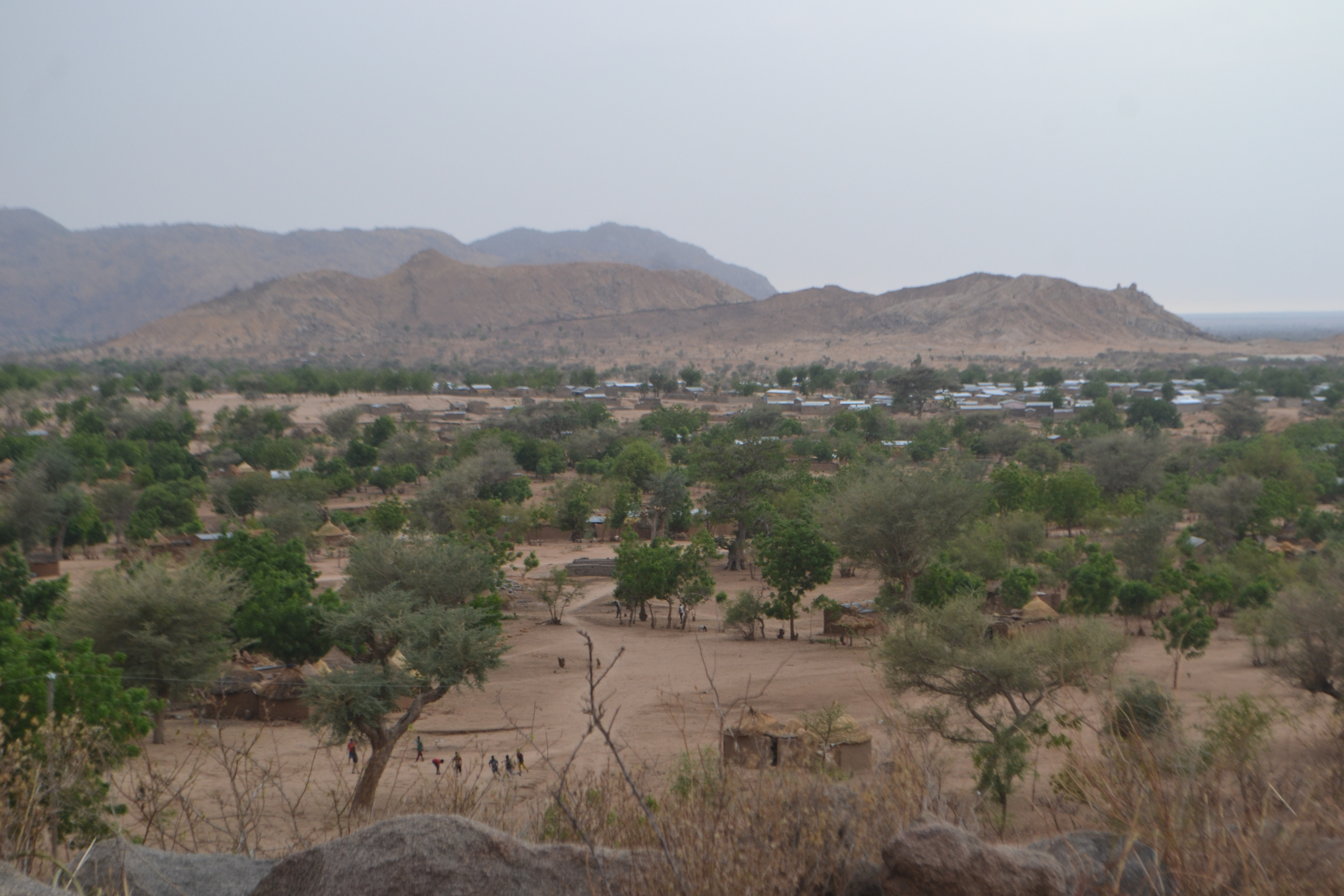
Massif de mora Cameroun

Le climat y est de type soudano-sahélien avec une longue saison sèche de 8 à 9 mois et une courte saison des pluies de 3 à 4 mois.

## Population

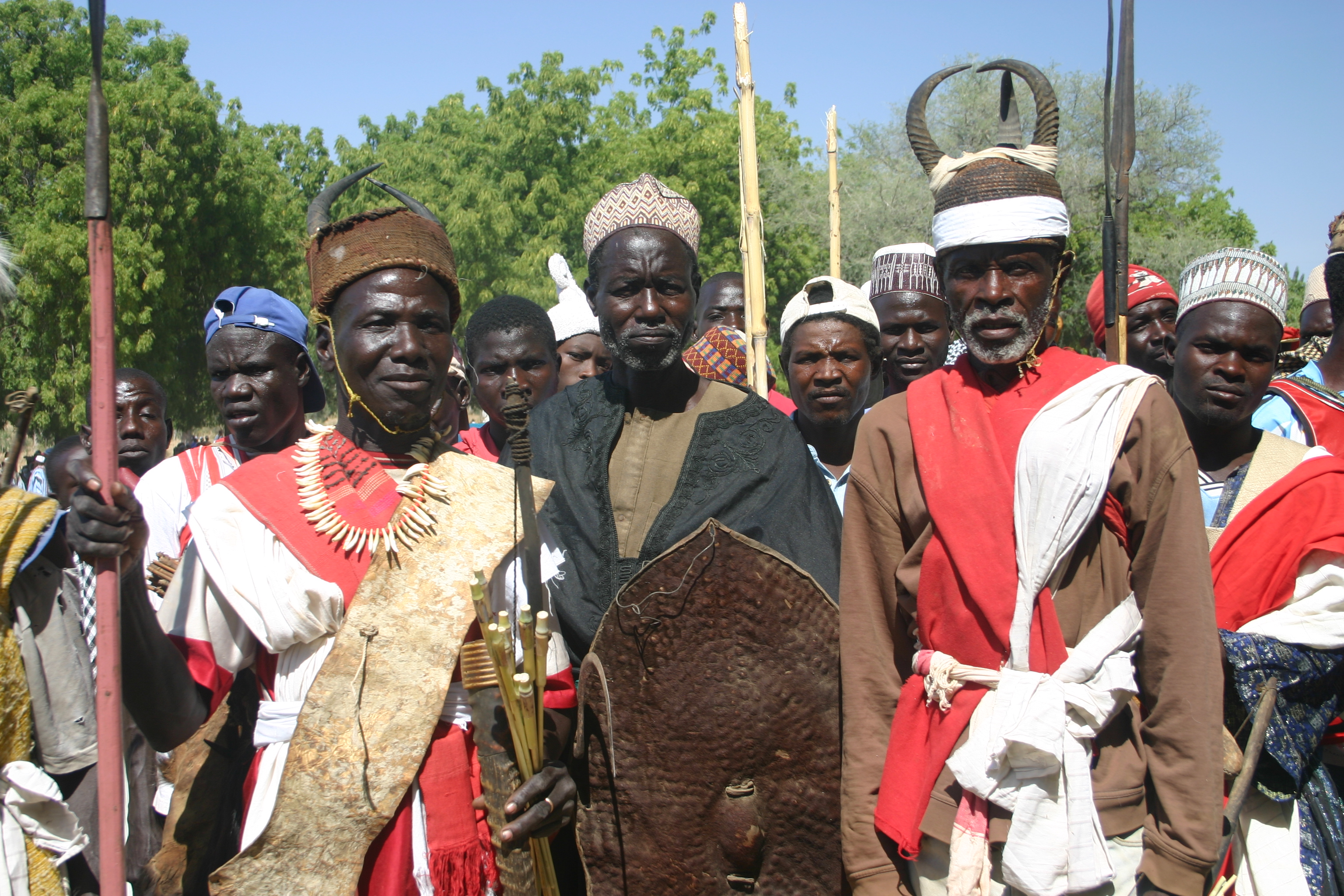
Festival culturel podoko.

En 1966-1967 la ville de Mora comptait 3 965 habitants. À cette date, elle était dotée d'une école publique à cycle complet, d'un hôpital public, d'un poste d'élevage et d'une mission protestante. Un marché hebdomadaire s'y tenait le dimanche, ainsi qu'un marché quotidien.
Lors du recensement de 2005, on a dénombré 179 777 personnes dans la commune, dont 39 440 pour Mora Ville. En 2013, le plan communal de développement relève une population de l'espace urbain de 55 640 habitants.
| 1967  | 2005   | 2013   |
| ----- | ------ | ------ |
| 3 965 | 39 440 | 55 640 |

Les groupes ethniques les plus représentés sont les Podoko (19 %), les Kanouri (14,4 %), les Mouktélé (13,7 %), les Mandara (11,5 %), les Moura/Mbirmé (9 %), les Mada (6 %), les Arabes choua (6 %), les Mousgoum (6 %), les Mafa, les Hourza, les Mouyeng et les Peuls (moins de 5%).

## Chefferies traditionnelles
L'arrondissement est le siège de l'une des deux chefferies traditionnelles de 1er degré du département du Mayo-Sava :
- Sultanat de Wandala (48 175 habitants en 2015)

L'arrondissement de Mora compte 15 chefferies traditionnelles de 2e degré reconnues par le ministère de l'administration du territoire et de la décentralisation :
- 390 : Canton de Meme
- 391 : Canton de Podoko Centre
- 392 : Canton de Zouelva
- 393 : Groupement de Mora Ville
- 394 : Canton de Podoko Sud
- 395 : Groupement de Kourgui
- 396 : Canton de Limani
- 397 : Canton de Podoko Nord
- 398 : Canton de Kossa
- 399 : Groupement de Djoundé
- 400 : Groupement de Doulo
- 401 : Canton de Mora Massif
- 402 : Canton de Baldama
- 403 : Canton de Warma
- 404 : Canton de Bounderie
- 404 : Groupement de Magdene

## Structure administrative de la commune
| - OpenStreetMap Limite communale. |

Outre Mora proprement dit, la commune comprend une soixantaine de villages et 16 chefferies, notamment les localités suivantes :
- Adakélé
- Adjiri
- Agzawaya
- Aissa Kardé
- Ardori
- Ayouri
- Baldama
- Blamadéri
- Boulongouaré
- Boundéri
- Djakana
- Djanpala
- Djoundé
- Doublé
- Doulo
- Gagadama
- Gané Tchari
- Gogo
- Hodogay
- Homaka
- Itchiga
- Kilissawa
- Kolo Salé
- Kossa
- Kourgui
- Limani
- Madjina
- Magdémé
- Mahoula
- Mamourgui
- Manawatchi
- Mastafari
- Méché
- Mehé
- Mémé
- Mogonyé
- Mokossé
- Oudjila
- Podar Matkoza
- Podoko
- Sava
- Tagawa
- Tala Zoulgo
- Tchikiré
- Touchki
- Wabiské
- Warba
- Zouelva

## Histoire
Créée vers le XIIe siècle, Mora est une ancienne ville coloniale, comme en témoignent plusieurs constructions et vestiges.
Le major Dixon Denham a visité Mora lors de son expédition africaine entre 1822 et 1825 et en rend compte dans son rapport de mission.
Le fort allemand de Mora a été le dernier fort allemand au Cameroun à se rendre au cours de la Première Guerre mondiale. Après un long moment sous un blocus par les forces alliées (en), le capitaine von Raben et ses hommes se rendent aux forces alliées le 20 février 1916, plus d'un an après que le reste de l'armée allemande se soit retiré hors du Cameroun.
Michel Leiris a visité Mora au cours de la mission Dakar-Djibouti (1931-1933) et en donne un bref commentaire dans son livre L'Afrique fantôme,

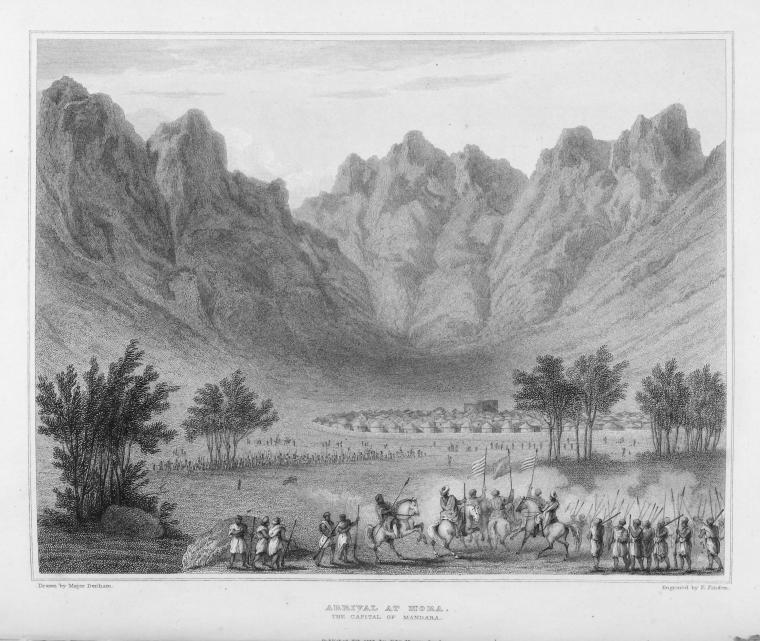
Arrivée de l'expédition Denham à Mora. À l'arrière-plan, le massif et la montagne de Mora (1826)
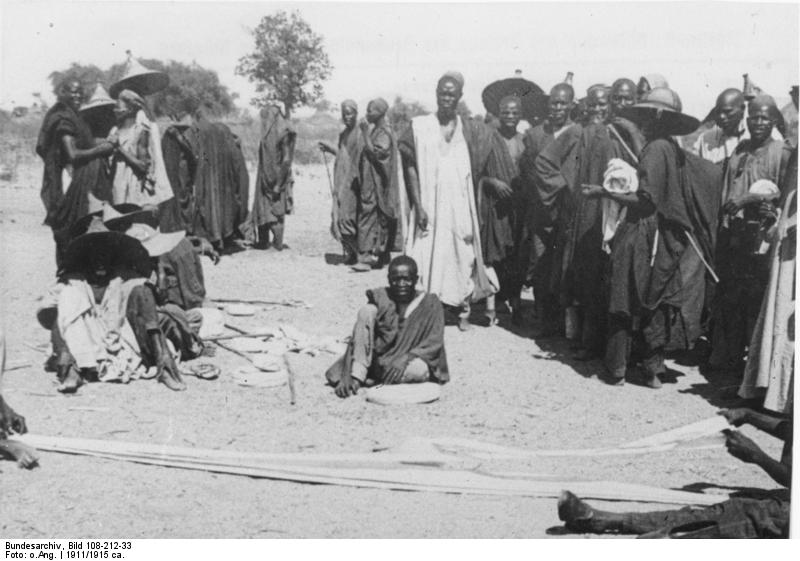
Mesure de bandes de coton tissé au marché de Mora vers 1911-1915.
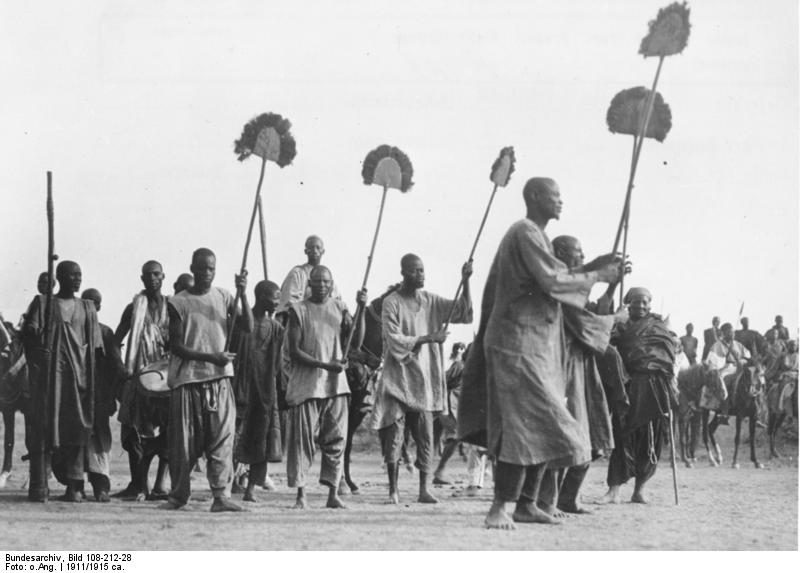
Escorte du sultan Boukar vers 1913.
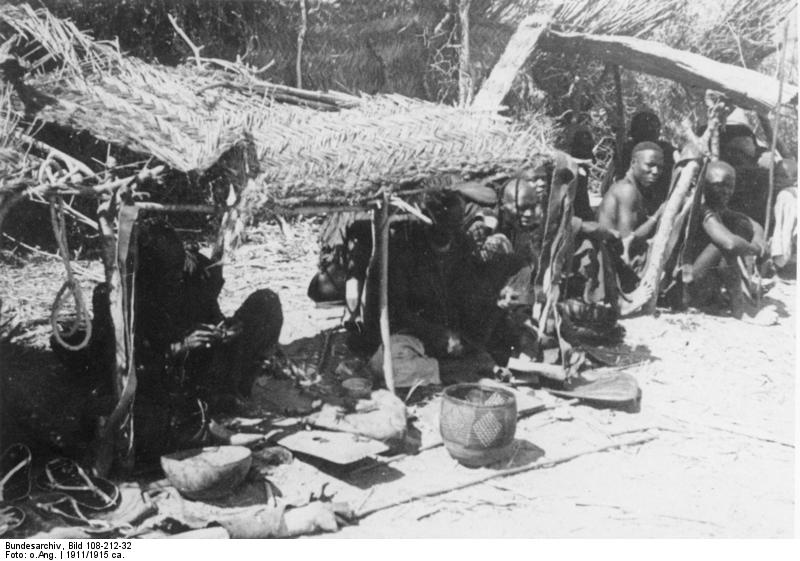
Marché de Mora vers 1913, Cordonnier.
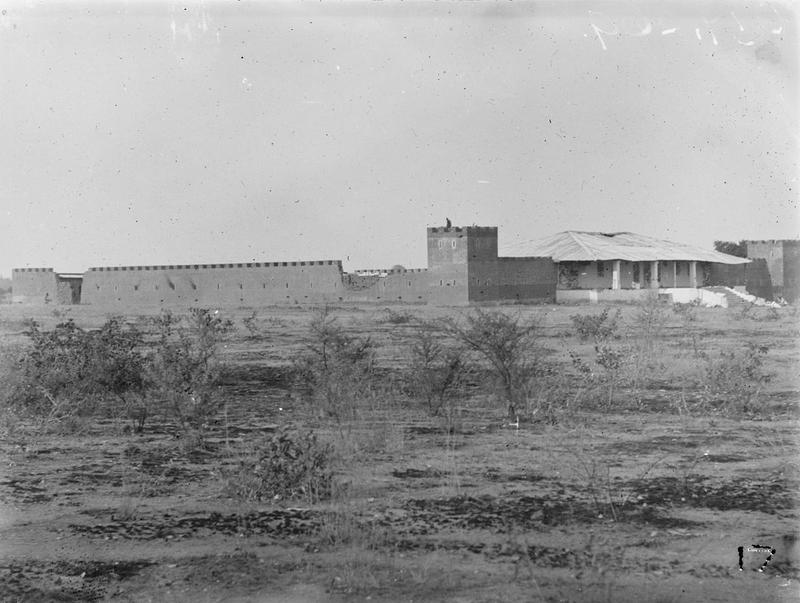
Le fort de Mora (1914)

À l'indépendance, Mora est créée en tant que commune le 31 décembre 1960.

## Économie

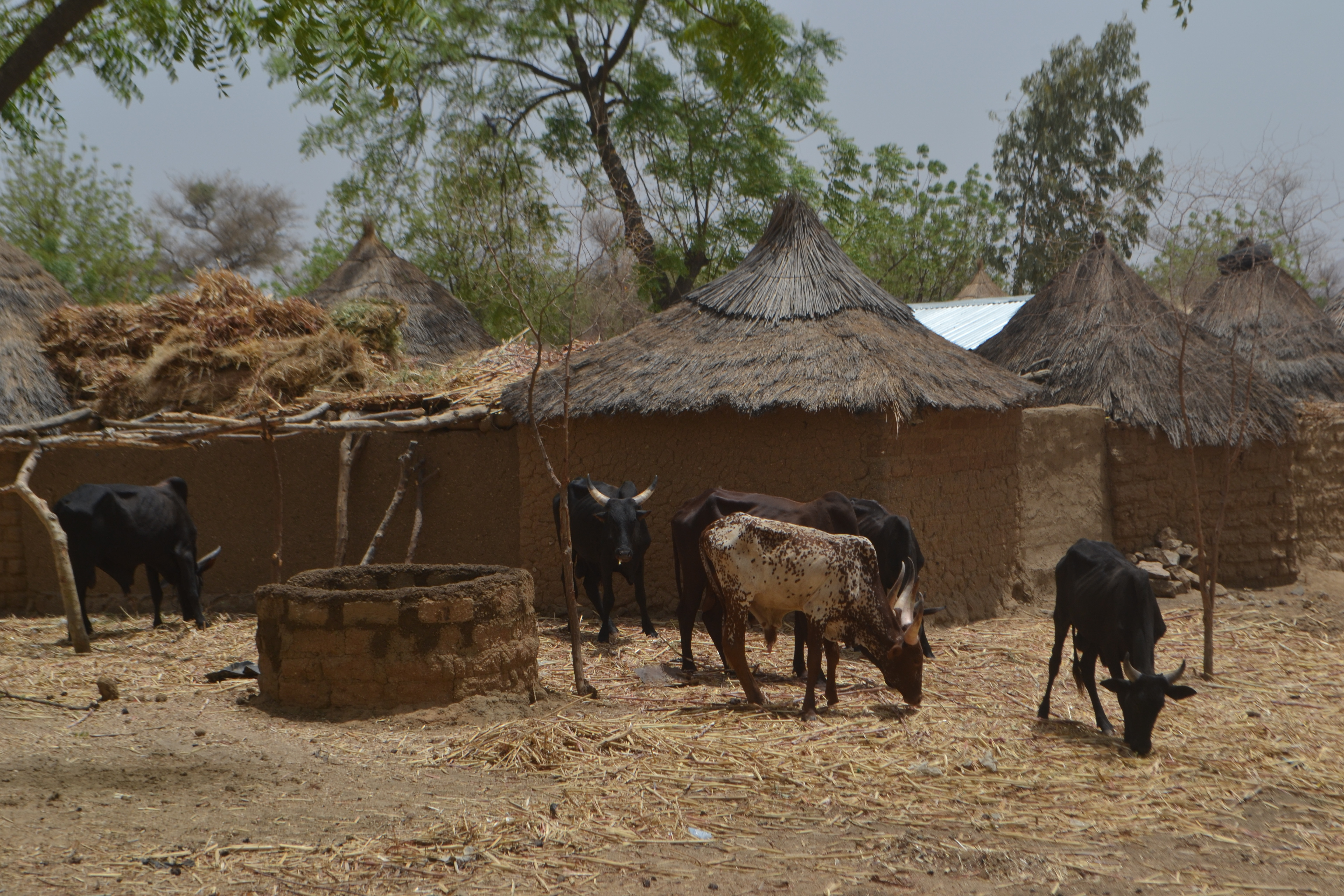
Troupeau de bœuf devant une case d'habitation à Mora

Les principales activités pratiquées dans la commune sont l'élevage, l'agriculture, le commerce et l'artisanat.

Le coton y constitue la principale culture de rente.

La commune accueille 16 marchés hebdomadaires et à bétail qui drainent des commerçants de toute la région et principalement en provenance du Nigeria voisin et contribuent de manière significative à ses ressources propres.

## Éducation

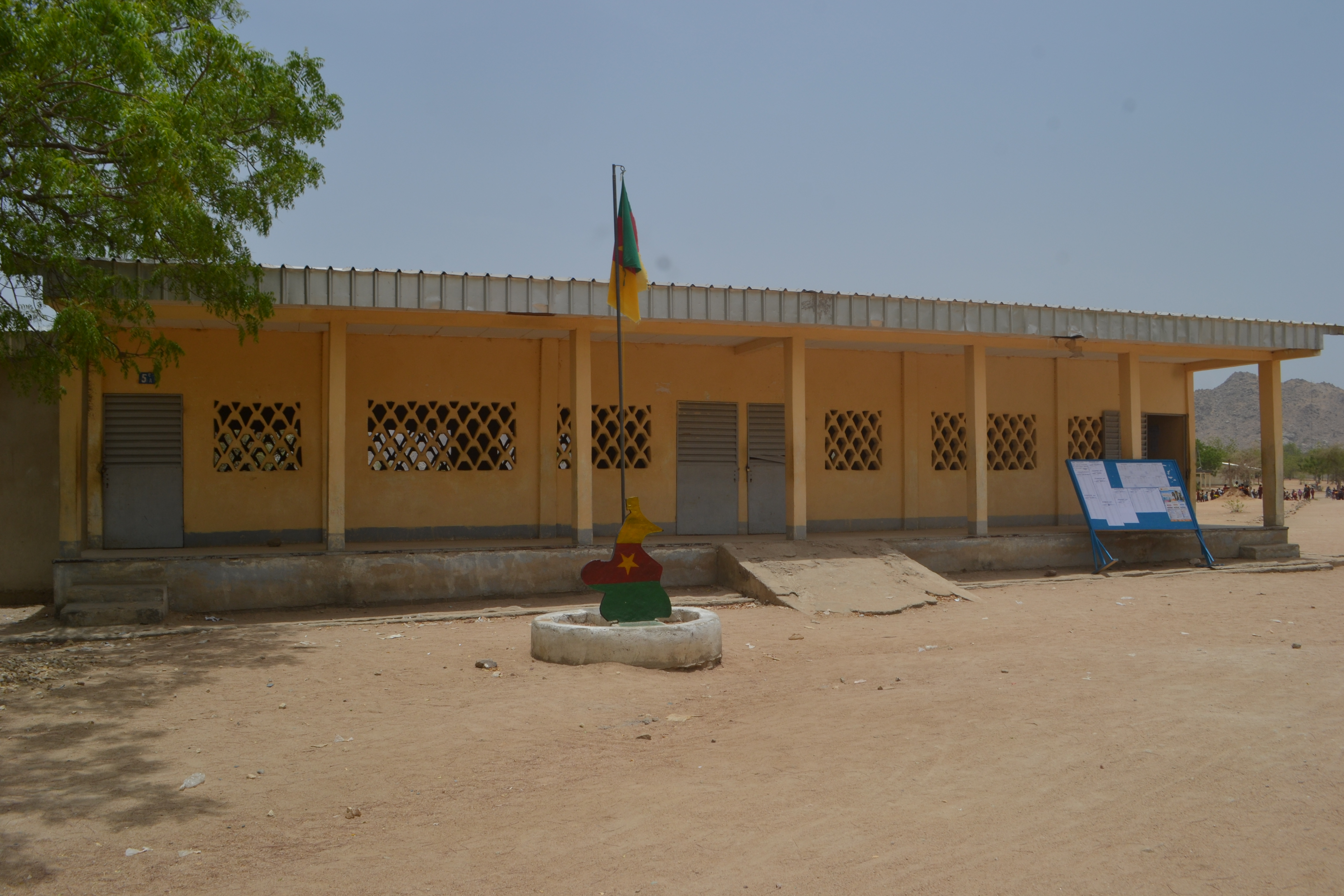
Lycée Bilingue de Mora

En 2018 Mora dispose de trois établissements publics d'enseignement secondaire : un lycée classique francophone,un lycée technique francophone et un lycée bilingue.

## Personnalités liées à la ville
- Félix-Roland Moumié y a exercé en tant que médecin en 1951[15].
- Abba Boukar, homme politique, maire de Mora (1942-)

## Philatélie
En 1966, la République fédérale du Cameroun émet un timbre intitulé « Campement de chasse, Mora ».